# Sofia Södergård
Sofia Södergård, född 20 januari 1987 i Sundsvall, är en svensk skådespelare, koreograf, dansare och DJ. Hon är en av grundarna till danskompaniet P*Fect.

## Biografi
Sofia Södergård är utbildad vid Broadway Dance Center i New York, Balettakademien i Stockholm samt Stockholms dramatiska högskola.
Södergård har även sysslat med drag och hennes föreställning SLICK med drag kingen Qarl Qunt på Riksteatern nominerades till svenska teaterkritikers danspris och var av de utvalda föreställningarna till Scenkonstbiennalen 2019.
Södergård har bland annat koreograferat musikalen Cabaret på Den Nationale Scene, Familjen Kaos Slå Pattarna i Taket och Angels in America på Dramaten. Under hösten 2021 medverkade hon i föreställningen PRIDE på Det Kongelige teater i Köpenhamn i regi av Falk Richter. Hon har även gjort flera produktioner ihop med Charlotte Engelkes, bland annat Transplantation.

## Teater

### Roller (ej komplett)
| År        | Roll                | Produktion                                           | Regi            | Teater            |
| --------- | ------------------- | ---------------------------------------------------- | --------------- | ----------------- |
| 2014      | Bobby, Kit Kat Girl | Cabaret Fred Ebb, John Kander och Joe Masteroff      | Hugo Hansén     | Malmö Stadsteater |
| 2015      | Cim, ensemble       | American Idiot Billie Joe Armstrongoch Michael Mayer | Philip Zandén   | Malmö Opera       |
| 2016      | Cim, ensemble       | American Idiot Billie Joe Armstrong                  | Philip Zandén   | Cirkus, Stockholm |
| 2017/2018 | Daniel              | Sant enligt Vem? Jimmy Meurling                      | Jimmy Meurling  | Teater Tre        |
| 2018      | Qarl Qunt           | SLICK Sofia Södergård                                | Sofia Södergård | Norrlandsoperan   |

## Koreograf
| År   | Produktion           | Regi                                                | Teater                   |
| ---- | -------------------- | --------------------------------------------------- | ------------------------ |
| 2014 | Imprint              | P*Fect                                              | Dansens hus              |
| 2014 | Happy End            | Carolina Frände                                     | Kulturhuset Stadsteatern |
| 2015 | Slå Pattarna i taket | Bianca Kronlöf och Tiffany Kronlöf och Thom Gisslén | Riksteatern              |
| 2017 | De redan frälsta     | Astrid Menasanch Tobieson                           | Riksteatern              |
| 2018 | Angels in America    | Farnaz Arbabi                                       | Dramaten                 |